# 人民战士团体

人民战士团体旗帜

人民战士团体（西班牙語：Grupos de Combatientes Populares，缩写为GCP）是厄瓜多尔马列主义共产党旗下的一个准军事团体，它是信奉霍查主义的厄瓜多尔马列主义共产党的下属武装组织。
人民战士团体形成于1994年（一說出現於1986年）。2000年，该组织变得极其活跃，策划了一些针对外国使节的爆炸事件。2001年，该组织遭到厄瓜多尔当局谴责。据报道，在2002年，人民战士团体试图在厄瓜多尔偏远的丛林地区建立一个长期基地，该地区靠近厄瓜多尔和哥伦比亚两国边境，该组织可能想借此从哥伦比亚的几支左翼游击队处获得武器并接受他们的军事训练。